# 埼玉県道202号野上停車場線

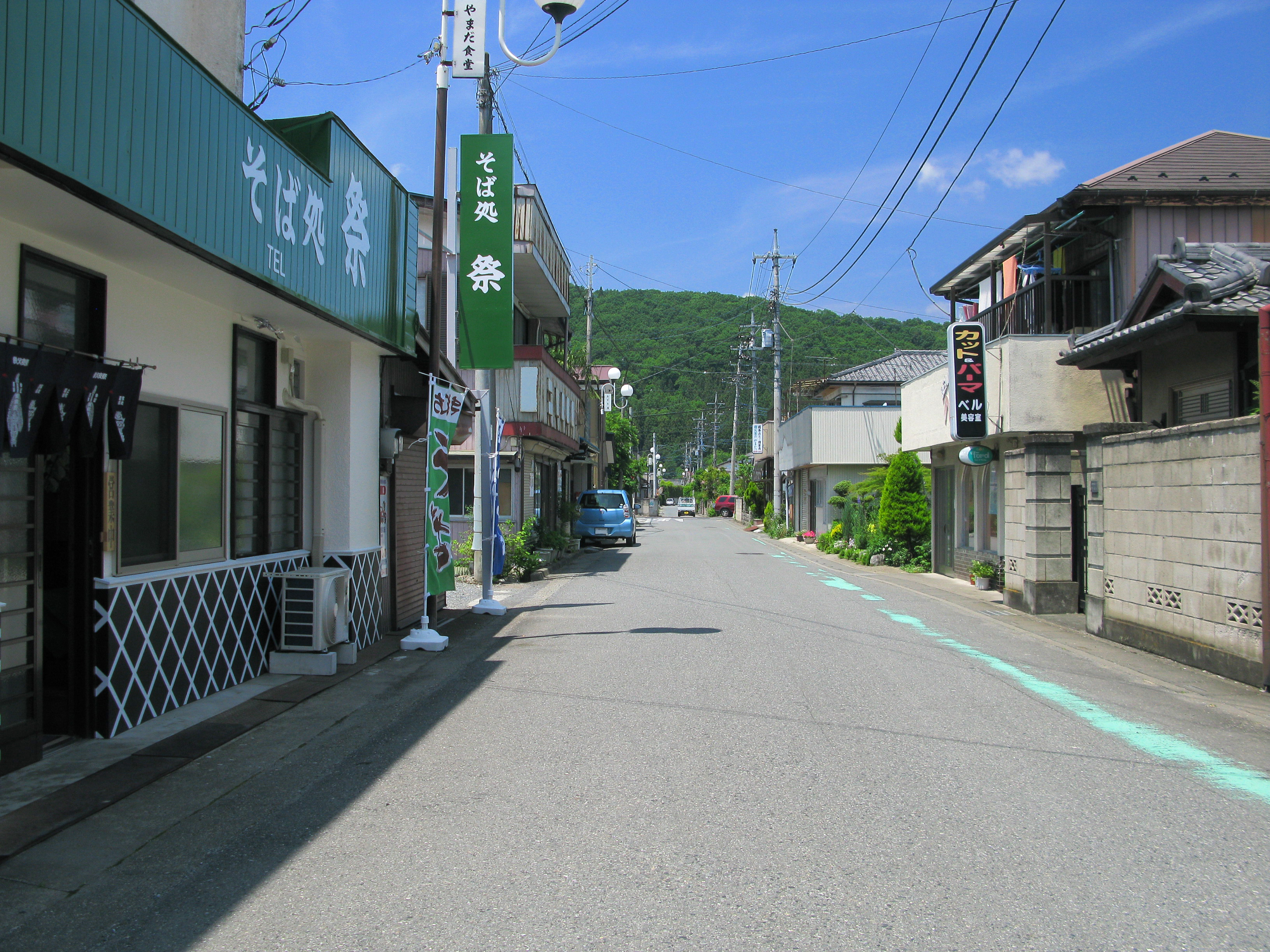
長瀞町本野上地区（2012年6月）

埼玉県道202号野上停車場号線（さいたまけんどう202ごう のがみていしゃじょうせん）は、埼玉県秩父郡長瀞町内に設定されている県道である。

## 路線概要
- 起点：野上停車場
- 終点：国道140号交点
- 総距離：93m

## 通過する自治体
- 埼玉県
  - 秩父郡長瀞町

## 接続・交差する主な道路
- 国道140号

## 沿線
- 秩父鉄道秩父本線 野上駅